# Рамзі Аль-Духамі
Рамзі Аль-Духамі  (5 січня 1972) — саудівський вершник, олімпійський медаліст, бронзовий медаліст та чемпіон Азійських ігор 2018.

## Виступи на Олімпіадах
| Олімпіада    | Дисципліна       | Місце                 |
| ------------ | ---------------- | --------------------- |
| Атланта 1996 | конкур, особисті | 39 (кваліфікація)     |
| Атланта 1996 | конкур, командні | 17                    |
| Сідней 2000  | конкур, особисті | участь (кваліфікація) |
| Афіни 2004   | конкур, особисті | 55 (кваліфікація)     |
| Пекін 2008   | конкур, особисті | =23                   |
| Пекін 2008   | конкур, командні | 11 к2/3               |
| Лондон 2012  | конкур, особисті | =29                   |
| Лондон 2012  | конкур, командні | 3                     |